# 1992년 하계 올림픽 알제리 선수단
1992년 하계 올림픽 알제리 선수단은 스페인 바르셀로나에서 개최된 1992년 하계 올림픽에 참가한 올림픽 알제리 선수단이다.

## 육상

### 남자
트랙 / 도로 경기
| 선수              | 세부 종목        | 1차 예선 | 1차 예선 | 2차 예선 | 2차 예선 | 준결선    | 준결선    | 결선 | 결선      |
| 선수              | 세부 종목        | 기록     | 순위     | 기록     | 순위     | 기록      | 순위      | 기록 | 최종 순위 |
| 레다 아브데누즈   | 800m             | 1:46.82  | 10 Q     | 1:46.06  | 6 q      | 1:48.34   | 7         |      |           |
| 누레디네 모셀리   | 1500m            | 3:37.98  | 14 Q     | 3:39.22  | 8 Q      | 3:41.70   | 7         |      |           |
| 아이사 아우트     | 5000m            | 15:02.76 | 50       | N/A      | N/A      | 진출 실패 | 진출 실패 |      |           |
| 모하메드 살미     | 마라톤           | N/A      | N/A      | N/A      | N/A      | 2:26:56   | 59        |      |           |
| 아제디네 브라흐미 | 3000m 장애물경주 | 8:28.01  | 8 Q      | 8:25.85  | 6 Q      | 8:20.71   | 8         |      |           |

### 여자
트랙/ 도로경기
| 선수            | 세부종목 | 1라운드 | 1라운드 | 준결선  | 준결선 | 결선    | 결선 |
| 선수            | 세부종목 | 시간    | 순위    | 시간    | 순위   | 시간    | 순위 |
| --------------- | -------- | ------- | ------- | ------- | ------ | ------- | ---- |
| 하시바 불메르카 | 1500m    | 4:09.91 | 15 Q    | 4:03.81 | 2 Q    | 3:55.30 |      |

## 참고 자료
- (영어) “Algeria at the 1992 Barcelona Summer Games”. SR/Olympic Sports. 2009년 1월 21일에 원본 문서에서 보존된 문서. 2011년 10월 6일에 확인함.